# G20-Gipfel in Antalya 2015
Der G20-Gipfel in Antalya 2015 war das zehnte Jahrestreffen der Staats- und Regierungschefs der Gruppe der zwanzig wichtigsten Industrie- und Schwellenländer (G20). Die Veranstaltung fand vom 15. bis 16. November 2015 im türkischen Ferienort Belek in der Provinz Antalya statt. Der Veranstaltungsort für den Gipfel der Staats- und Regierungschefs war das Regnum Carya Hotel Convention Centre im Regnum Carya Golf & Resort Spa.
Die Türkei hatte am 1. Dezember 2014 offiziell den Vorsitz der G20 von Australien übernommen, die Volksrepublik China übernahm 2016 den Vorsitz des Gipfels.

## Die Gipfelkonferenz

### Hintergrund
Das Gipfeltreffen in Antalya war die 10. Ausgabe des G20-Gipfels. Zusammen repräsentierten die G20 rund 90 % des globalen BIP, 80 % des Welthandels und zwei Drittel der Weltbevölkerung.
Dieses Jahr hat die Türkei den Vorsitz der G20 inne. Die G20-Mitglieder sind Argentinien, Australien, Brasilien, Kanada, China, Frankreich, Deutschland, Italien, Indien, Indonesien, Japan, Mexiko, die Republik Korea, Russland, Saudi-Arabien, Südafrika, die Türkei, das Vereinigte Königreich, die Vereinigten Staaten und die Europäische Union. Die Europäische Union ist somit Vollmitglied der G20 und wird auf den G20-Gipfeln durch den Präsidenten der Europäischen Kommission und den Präsidenten des Europäischen Rates vertreten. Die G20-Mitglieder haben Spanien als ständigen Gast eingeladen. Darüber hinaus wurden Simbabwe eingeladen, da es 2015 den Vorsitz der Afrikanischen Union hatte, Malaysia, da es 2015 den Vorsitz des Verbands Südostasiatischer Nationen (ASEAN) hatte, Senegal als Vertreter der Neuen Partnerschaft für Afrikas Entwicklung sowie Aserbaidschan und Singapur.

### Tagesordnung
Auf der Tagesordnung standen die Erörterung der größten politischen und sicherheitspolitischen Krisen der Welt, einschließlich Syrien und der Flüchtlinge des syrischen Bürgerkriegs.

### Vorbereitende Sitzungen
Im September 2015 plante der US-Finanzminister Jack Lew einen Besuch in der Türkei, ebenso wie seine chinesischen und andere G20-Finanzministerkollegen und Zentralbanker. Im Laufe des Jahres vor dem November-Gipfel fanden vorbereitende und regelmäßige Treffen, viele davon an Orten in der Türkei in diesem Jahr, zu den Themen Frauen-20, Jugend-20, Energie in Subsahara-Afrika, Silberwirtschaft, islamische Finanzen, Tourismus, Landwirtschaft und anderen Themen statt oder waren ab September geplant.

### Ergebnisse
Aufgrund der Terroranschläge in Paris, bei denen 130 Menschen getötet wurden, konzentrierte sich der G20-Gipfel hauptsächlich auf politische und weniger auf wirtschaftliche Fragen. Als Organisation, die sich mit globalen Fragen der finanziellen und wirtschaftlichen Zusammenarbeit befasst, beschlossen die G20, das Format der Sitzung zu ändern.
Nach den Ergebnissen des Gipfels verabschiedeten die Staats- und Regierungschefs zusätzlich zu dem geplanten Kommuniqué eine Erklärung zur Bekämpfung des Terrorismus. „Wir verurteilen die abscheulichen Terroranschläge in Paris am 13. November und in Ankara am 10. Oktober auf das Schärfste. Sie sind eine inakzeptable Beleidigung der gesamten Menschheit“, heißt es in einer gemeinsamen Erklärung der G20. Die Staatsoberhäupter brachten ihre Bereitschaft zum Ausdruck, den Terrorismus in allen seinen Formen zu bekämpfen, einschließlich Maßnahmen zum Widerstand gegen den Wirtschaftsterrorismus.
Einige andere Fragen, wie z. B. die Frage, wie die Welt zusammenarbeitet, um die Weltwirtschaft anzukurbeln, wurden während der Konferenz ebenfalls diskutiert.

## Teilnehmer
Zu den Teilnehmern zählten Vertreter der G20-Mitgliedstaaten und der Europäischen Union (EU).
Als Gäste wurden die Vertreter der Neuen Partnerschaft für Afrikas Entwicklung (Macky Sall), der Afrikanischen Union (Robert Mugabe) und des Verbandes für Südostasiatische Nationen (Najib Razak), der Ministerpräsident Spaniens (Mariano Rajoy), der Premierminister von Singapur (Lee Hsien Loong) und der Präsident von Aserbaidschan (İlham Əliyev) eingeladen.

### Abwesende Regierungschefs
Der französische Präsident François Hollande nahm aufgrund der Anschläge von Paris im November 2015 nicht an der Veranstaltung teil und entsandte Außenminister Laurent Fabius als seinen Vertreter. Dieses Treffen war das zweite Mal, dass die argentinische Präsidentin Cristina Fernández de Kirchner nicht anwesend sein konnte. Sie wurde durch Wirtschaftsminister Axel Kicillof vertreten, da am 22. November Parlamentswahlen anstanden.